# Arte Radio
Arte Radio est une plateforme productrice de podcasts depuis 2002. Conçue comme un magazine éclectique, elle propose chaque semaine des créations (fictions, documentaires et séries) et rendez-vous réguliers autour de la culture, du féminisme, de l'actualité socio-politique et de la littérature. 
Considérée comme la pionnière et la référence du podcast, elle cumule plus de 20 millions d'écoutes sur toutes les plateformes en 2023.

## Présentation

### Pionnière du podcast et de la création
ARTE Radio est une webradio à la demande créée en novembre 2002 par Arte France, branche française de la chaîne culturelle franco-allemande Arte. Elle propose plus de deux mille documentaires sonores et créations radiophoniques.
Arte Radio se présente sous la forme d'un magazine proposant chaque semaine de nouveaux podcasts : reportages, documentaires, fictions, pièces de poésie sonore, chroniques, magazines culturels… 
Ces créations utilisent les ressources de l'écriture sonore, avec un travail insistant sur la qualité de la prise de son, du montage et du mixage. La plupart d'entre elles ont une durée comprise entre 3 et 50 minutes. La plus courte dure 16 secondes, et la plus longue 88 minutes.
Créée en 2006, la plateforme Audioblog ARTE Radio permet aux internautes de créer et de partager leurs propres podcasts. D'autres contenus sont disponibles, dont des articles : des entretiens avec des personnalités du monde de la radio, mais aussi des conseils pratiques et tutoriels sur la prise de son ou le montage,. Depuis 2014, un concours annuel de création sonore est organisé par ARTE Radio autour d'un thème. La plateforme compte 4 000 audioblogs en 2022.
Plus de 200 000 internautes visitaient chaque mois le site d'ARTE Radio en 2010. Considérée comme la pionnière du podcast en France,, ARTE Radio comptabilise 300 000 écoutes par mois en 2019.
L’audience d'ARTE Radio a été multipliée par deux en 2020 et affiche une moyenne 1,5 million d’écoutes mensuelles en juin 2021.
En 2020, les premiers spots de publicité pour ARTE Radio sont diffusés sur la chaîne de télé ARTE, une première que le cofondateur d'ARTE Radio impute à l'arrivée de Bruno Patino début 2020 à la direction d'ARTE.

### Positionnement éditorial
Le positionnement éditorial d'ARTE Radio est jugé original : il privilégie l'expérimentation et un style en rupture : « la liberté est plus grande, et les producteurs peuvent s’affranchir de l’uniformisation des contenus inhérente aux grands médias ».
Le projet initial de Silvain Gire et de l’ingénieur du son Christophe Rault, en 2002, est d'imaginer un « magazine sonore », « résolument anti-commercial, et même anti-culturel » pour parler différemment de société, de politique, de création et d’intimité. La voix off est rejetée comme étant la marque du pouvoir, ou du prétendu expert. Ce positionnement précoce peut expliquer le rôle prescripteur et l'influence d'Arte Radio sur les podcasts.

## Histoire et organisation

Ancien logotype d'Arte radio

Arte Radio a été fondée en 2002, à l'initiative du président d'Arte France Jérôme Clément et sur une proposition d'Alain Joannès, par Silvain Gire, et Christophe Rault. Elle bénéficie de l'apport d'une trentaine d'auteurs et journalistes.
Depuis 2017, Arte Radio produit des podcasts récurrents de société et de culture, comme Un podcast à soi de Charlotte Bienaimé, Dépêche d'Olivier Minot, ou encore Fenêtre sur cour, d'Elise Costa, podcast consacré aux faits divers.
En 2021, cinq policiers sont condamnés pour des propos racistes dans un groupe whatsapp, affaire qui a démarré par la publication d’un podcast par ARTE Radio diffusant les messages vocaux envoyés accompagné d'une enquête de Mediapart.
Perrine Kervran, productrice de LSD, La série documentaire, sur France Culture en prend la direction en août 2023.

## Diffusion
Arte Radio est une sonothèque qui conserve tous ses programmes en ligne : ceux-ci sont accessibles par l'intermédiaire d'une interface web un peu semblable à un juke-box. Près de deux mille courts-métrages audio, distribués sous licence Creative Commons, peuvent donc être écoutés et téléchargés gratuitement dans le cadre de tout usage non-commercial (personnel, familial, associatif, éducatif, etc.).
Un système de podcast permet aux internautes de recevoir automatiquement les nouveautés d'ARTE radio. L'application baptisée Arte Radio Mobile, permet aux utilisateurs de smartphones d'accéder aux programmes d'ARTE radio.

## Projets parallèles
Une plateforme d'Audioblogs est hébergée sur le site d'ARTE Radio. Elle offre la possibilité aux internautes de créer gratuitement un blog destiné à mettre en ligne et à diffuser leurs podcasts. Plus de 2000 audioblogs ont été créés depuis la mise en place de la plateforme en 2006,.
ARTE Radio est à l'origine de l'Ouvroir de radiophonie potentielle (OuRaPo), auquel ont d'ailleurs participé plusieurs auteurs.

## Récompenses
- Sélection dans la catégorie « Documentaire » du Paris Podcast Festival 2022 de « La Cage », de Céline Martelet et Édith Bouvier[19],[20].
- Prix Scam du podcast documentaire 2021 au Paris Podcast Festival pour Carnet de correspondante de Marine Vlahovic[21].
- Prix Europa 2021, catégorie « meilleure fiction radio», pour Godcast, le podcast de Dieu de Klaire fait Grr réalisé par Arnaud Forest[22].
- Prix Fiction sonore Phonurgia Awards 2021 - Mention du jury pour Godcast, le podcast de Dieu de Klaire fait Grr réalisé par Arnaud Forest[23]
- Prix Italia 2019 de la fiction radio pour Les chemins de désir de Claire Richard – réalisé par Sabine Zovighian et Arnaud Forest[24].
- Grand Prix Nova 2019 de la fiction radio – Médaille d'Argent pour Mental FM de Victoire Tuaillon[pertinence contestée].
- Grand prix Podcast natif 2019 – Salon de la radio et de l’audio digital[pertinence contestée] pour Mon prince viendra de Klaire fait Grr.
- Prix SMA Awards 2018[25][source insuffisante] du Meilleur service de podcast.
- Prix Italia 2018 de la meilleure fiction radiophonique pour Mon prince viendra[26],[27] de Klaire fait Grr.
- Prix SACD 2018 du podcast de fiction au Paris Podcast Festival, pour Mon prince viendra de Klaire fait Grr[28].
- Prix de la création documentaire radiophonique Longueur d'ondes 2018[pertinence contestée] pour L’autre mère de Mathilde Guermonprez.
- Prix Phonurgia 2017 de la fiction radio francophone, pour De Guerre en Fils[29] réalisé par François Pérache et Sabine Zovighian.
- Prix Italia 2017 de la meilleure fiction radiophonique, pour De Guerre en Fils[30] réalisé par François Pérache et Sabine Zovighian.
- Prix Premio Ondas international de radio 2017, pour De Guerre en Fils[31] réalisé par François Pérache et Sabine Zovighian.
- Prix Italia 2016, catégorie « meilleur documentaire radio », pour La révolution ne sera pas podcastée[32] réalisé par Didier Minot
- Prix Europa 2015, catégorie « meilleur documentaire radio », pour Poudreuse dans la Meuse[33] réalisé par Mehdi Ahoudig.
- Médaille d'Argent du Grand Prix URTI 2015, pour J’ai appris la France sur des cassettes de Brel réalisé par Nina Almberg
- Prix « grandes ondes » de la création documentaire radiophonique du Festival Longueur d'ondes 2015, pour Là-bas si j’y suis plus[34] réalisé par Olivier Minot.
- Prix découvertes Pierre-Schaeffer 2015 (Phonurgia Nova Awards), pour Los Gritos de Mexico[35] réalisé par Félix Blume.
- Prix Italia 2014 Special Mention, catégorie podcast documentaire, pour La reine du podcast[36] réalisé par Charlotte Bienaimé.
- Prix Europa 2014 Special Commendation, catégorie documentaire, pour La reine du podcast[37] réalisé par Charlotte Bienaimé.
- Prix Europa 2013, « Special Commendation » pour Sœurs de camp[38] réalisé par Benoît Bories et Charlotte Rouault.
- Prix Italia 2012, catégorie « fiction radio »[39], pour la série Comme un pied réalisée par Mariannick Bellot et Arnaud Forest.
- Prix URTI Découverte 2012 pour Amours occupées[40] réalisé par Marine Vlahovic.
- Premier prix European Podcast Award 2012, en catégorie France-Professional[41].
- Prix Europa 2011, catégorie « meilleure série de fiction radio »[42], pour la série Comme un pied.
- Prix Europa 2010, catégorie « meilleur documentaire radio »[43], pour Qui a connu Lolita ?, un documentaire d'Anouk Batard, Mehdi Ahoudig et Olivier Apprill coproduit avec Radio Grenouille.
- Prix Europa 2008, catégorie « meilleure série de fiction radio »[44], pour la série Le Bocal réalisée par Mariannick Bellot et Christophe Rault.
- Mention décernée par le Club des directeurs artistiques en 2004, catégorie « sites Internet »[45].
- Prix Phonurgia Nova 2003[46] pour le documentaire Voyage au cœur des groupes Medvedkine réalisé par Frédérique Pressmann.